# Gustavia grandibracteata
Gustavia grandibracteata là một loài thực vật có hoa trong họ Lecythidaceae. Loài này được Croat & S.A.Mori mô tả khoa học đầu tiên năm 1974.